# Cornides Dániel
Krompachi és gronosztovi Cornides Dániel (Liptószentmiklós, 1732. július 1. – Pest, 1787. október 4.) történész, egyetemi tanár, könyvtáros.

## Élete
Cornides Márton gyógyszerész és rottenfelsi Rott Anna fia volt. Apja később Körmöcbányára költözött, és fia is itt kezdte iskolai pályáját. Felsőbb tanulmányait Losoncon Kármán Mór és Pozsonyban Bél Mátyás vezetése alatt folytatta, különösen a történelem vonzotta. Később az erlangeni egyetemen járt, ahol bölcselettudor lett.
Hazatérése után Erdélyben a tudományáról híres Daniel Polixénia, Wesselényi István báró özvegye gyermekeinek nevelője és a kolozsvári református kollégiumban a német nyelv tanítója volt mintegy 15 évig. Azután Teleki József gróf titoknoka lett. Ekkor beutazta Olasz- és Franciaországot. 1784 novemberében a magyar királyi egyetemre kinevezték az oklevéltan és heraldika tanárává hatszáz forint és könyvtárőrré kétszáz forint fizetéssel. Ekkor egy év szabadságot kapott és Teleki József gróf két fiával Göttingenben tartózkodott, ahol 1785. szeptember 10-én az ottani királyi akadémia ülésén a magyarok hajdani vallásáról értekezett; ezért az ottani akadémia megválasztotta levelező tagjává. Innen hazatérve még két évet töltött az egyetemnél hivatalaiban.

## Művei
- De motibus lunae ac phaenomenis independentibus. Dissertatio inaug. philosophica. Erlangae, 1757.
- Theses philosophicae inaug. Hunnio atque Bolingbrokio Deistarum recentissimorum coryphaeis oppositae. Uo. 1758.
- Koporsóban égő szövétnek az az néhai l. b. Wesselényi Polixena, báró Kemény Simon hivese halálára szerzett versek. Kolozsvár, 1764.
- Regum Hungariae, qui saeculo XI. regnavere, genealogiam illustrat, atque ab objectionibus Antonii Gánóczi vindicat D. C. Posonii et Cassoviae, 1778.
- Epistolae exegeticae Georgii Pray, Stephani Katona et Danielis Cornides in dispunctionem Antonii Gánóczi, cum appendicula ad L. K. Pestini, 1784. Négy rész.
- Commentatio de religione veterum Hungarorum. Edidit suamque de origine hungaricae gentis dissertationem adjecit Christ. Engel. Viennae, 1791. Jelentős munka a pogány magyarok vallásáról.

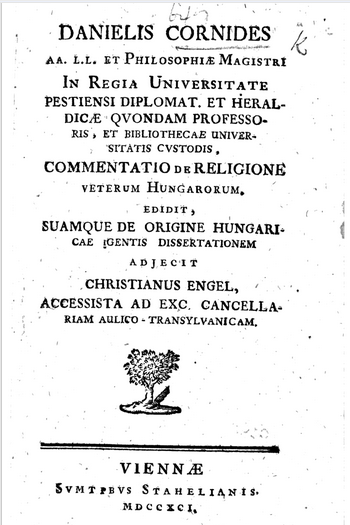
Commentatio de religione c. művének címlapja (1791)

- Danielis Cornides Bibliotheca Hungarica, sive Catalogus Scriptorum de Rebus omnis generis Hungariae adnexarum Provinciarum, Gentiumque finitimarum tam Typis publice editorum, quam Manu exaratorum. Pestini, 1792. (Koppi Károly adta ki Schvarz Gottfriednek 1787. nov. 17. parentatiójával.) Online
- Vindiciae anonymi Belae regis notarii. Editae, auctae a J. Christ. Engel. Budae, 1802. Az Anonymus-kérdést tárgyaló forráskritikai mű. Cáfolja az I. Béla és IV. Béla korát védő történettudósokat, védi II. Béla és III. Béla korát. Ez a könyve kritika dolgában közeli barátjához, Pray Györgyhöz hasonló tudósnak mutatja. Online

Kéziratban maradt mintegy harminc, a magyar történetet illető munkája, melynek nagy hasznát vette Fejér György Codex Diplomaticusában. Gazdag oklevél-, fölirat- és éremgyűjteményét halála után Teleki József gróf vette meg. Kaprinayhoz és Pray Györgyhöz írt levelei (1746–85. két 4-rét kötet) a budapesti Egyetemi Könyvtárba kerültek; C. levelei különbözőkhöz (3 kötet 263 levél), Felmerhez (98 lev.), C.-hez 60 egyén levelei (két kötet 342 levél) a m. tud. akadémia levéltárában; Szarka János soproni ev. lelkészhez (1773–82 közt 40 levele) és Révaihoz írt levele (1787. aug. 6.) a Magyar Nemzeti Múzeum kézirattárába került; Benkő Józsefhez (Marosvásárhely, 1781. Sommersberg Frigyes Vilmos Dacia antiqua és Collectio scriptorum Dacicarum c. műveire vonatkozólag,) az Erdélyi Múzeumba. Cornides-kódex XVI. századbeli (1514–19.) magyar nyelvemlék, melyet Ráskai Lea dömés apáca másolt s mely Szűz Mária s néhány szent nő életét, prédikációkat stb. foglalja magában, megvan a budapesti Egyetemi Könyvtárban és kiadta Volf György a Nyelvemléktárban (Bpest, 1881. VII. köt. 87–286.) magyarázó előszóval.
Arcképét Falka metszette rézbe Budán.
Az 1780-ban keletkezett Windisch-féle Ungarisches Magazinban hat értekezése jelent meg; a Bredetzkynek Beiträge zur Topographie des Königreichs Ungarn. Wien, 1805. című gyűjteményében kiadta Engel, C. hagyatékából: Bruchstücke zur Geschichte der städtischen Kultur und des Gewerbfleisses in Ungarn című értekezést.